# Mirococcus scoparicola
Mirococcus scoparicola är en insektsart som beskrevs av Tang 1992. Mirococcus scoparicola ingår i släktet Mirococcus och familjen ullsköldlöss. Inga underarter finns listade i Catalogue of Life.